# NGC 357
NGC 357 is een balkspiraalstelsel in het sterrenbeeld Walvis. Het hemelobject ligt ongeveer 86 miljoen lichtjaar van de Aarde verwijderd en werd op 10 september 1785 ontdekt door de Duits-Britse astronoom William Herschel.

## Synoniemen
- PGC 3768
- MCG -1-3-81